# 34256 Advaitpatil
34256 Advaitpatil este o planetă minoră (asteroid), cu un diametru de 3,476 km, din centura de asteroizi. A fost descoperită pe 28 august 2000 la Experimental Test Site⁠(d) de Lincoln Near-Earth Asteroid Research. 
Obiectul prezintă o orbită caracterizată de o semiaxă mare de 2,8438518 UAi, o excentricitate de 0,04, o înclinație de 3,25989 ° în raport cu ecliptica.